# Raïon de Mstsislaw
Le raïon de Mstsislaw (en biélorusse : Мсьціслаўскі раён, Mstsilawski raïon) ou raïon de Mstislav (en russe : Мстиславський район, Mstislavski raïon) est une subdivision de la voblast de Moguilev, en Biélorussie. Son centre administratif est la ville de Mstsislaw.

## Géographie
Le raïon couvre une superficie de 1 332,51 km2, dans l'est de la voblast. Le raïon de Mstsilaw est limité au nord et à l'est par la Russie (oblast de Smolensk), au sud par le raïon de Krytchaw et le raïon de Tcherykaw, et à l'ouest par le raïon de Tchavoussy, le raïon de Drybine et le raïon de Horki.

## Histoire
Le raïon de Mstsilaw a été créé le 17 juillet 1924.

## Population

### Démographie
Les résultats des recensements de la population (*) font apparaître une forte diminution de la population depuis 1959. Ce déclin, qui avait ralenti au cours des années 1980 et 1990, a repris dans la première décennie du XXIe siècle :
| 1959*  | 1970*  | 1979*  | 1989*  | 1999*  | 2009*  |
| ------ | ------ | ------ | ------ | ------ | ------ |
| 50 076 | 43 455 | 35 620 | 32 244 | 31 678 | 24 768 |

### Nationalités
Selon les résultats du recensement de 2009, la population du raïon se composait de deux nationalités principales :
- 90,73 % de Biélorusses ;
- 7,68 % de Russes.

### Langues
En 2009, la langue maternelle était le biélorusse pour 67,5 % des habitants du raïon de Mstsilaw et le russe pour 30,92 %. Le biélorusse était parlé à la maison par 30,2 % de la population et le russe par 67,64 %.